# Alcea lenkoranica
Alcea lenkoranica är en malvaväxtart som beskrevs av Modest Mikhaĭlovich Iljin. Alcea lenkoranica ingår i släktet stockrosor, och familjen malvaväxter. Inga underarter finns listade i Catalogue of Life.